# Eustrotia flavonitens
Eustrotia flavonitens là một loài bướm đêm trong họ Noctuidae.